# Utricularia geminiloba
Utricularia geminiloba — вид рослин із родини пухирникових (Lentibulariaceae).

## Середовище проживання
Цей вид в основному обмежується штатом Ріо-де-Жанейро в Бразилії. Також існує ще один запис зі штату Сан-Паулу.
Росте на вологих скелях, але також зустрічається на болотах; цей вид також енергійно колонізує скелясті придорожні насипи; на висотах 750–1500 метрів.

## Використання
Цей вид цінується ентузіастами Utricularia, однак торгівлі недостатньо, щоб чинити значний тиск на дикі популяції.